# Dysk olimpijski (powieść)
Dysk olimpijski – powieść historyczna Jana Parandowskiego z roku 1933.
Powieść, osadzona w starożytnej Grecji, opowiada o wydarzeniach związanych z siedemdziesiątą olimpiadą z 476 p.n.e. Ukazuje zderzenie się idealistycznego podejścia do sportu z profesjonalnym i metodycznym dążeniem do zwycięstwa. Utwór zawiera cechy zarówno powieści, jak i literatury popularyzującej historię. Dysk olimpijski nagrodzony został brązowym medalem w olimpijskim konkursie sztuki i literatury w czasie Letnich Igrzysk Olimpijskich 1936 w Berlinie.